# 扎捷姆涅
49°42′44″N 24°29′3″E / 49.71222°N 24.48417°E
扎捷姆涅（烏克蘭語：Затемне），是烏克蘭西部的村莊，隸屬利維夫州的利維夫區。該村面積1.36平方公里，海拔高度313米，2001年人口115，人口密度每平方公里84.56人。